# 美商GDI
美商GDI的全名是Global Domains International.inc（全球網域國際公司），是一個採直銷方式的網路服務公司。在1999年在加州成立。提供網域（主要是.ws網域，也提供其他網域）和主機空間服務。

## 沿革
- 2002年，INC杂志（英语：Inc. (magazine)）报導，GDI被列入2002年全美500大快速成长的私人企业的第37名，是加州的第五名[1]。

- 2007年，美商GDI正式成为美国直销协会（英语：Direct Selling Association）会员[2]。

## 爭議

### 中國大陸
- 中华人民共和国湖北省工商行政管理局发布的《湖北省工商局2009年打击传销1号警示》中称，美商GDI为湖北省“网络传销案例，需要警惕。”[3]
- 中华人民共和国浙江省工商行政管理局局长信箱对于关于美商GDI的疑问的的答复是：“从该网站奖金方案的说明中可知，涉嫌团队计酬，是国务院《禁止传销条例》中禁止的一种传销行为。请勿加入。”[4]

### 臺灣
2008年，GDI遭網友檢舉於中華民國公平交易委員會，由於GDI未於政府部門登記註冊，有地下非法之嫌。但在檢查後發現，GDI乃網路虛擬產品，不需要開設實體店面，另在推廣宣傳上也沒有國籍與地理的限制，所以沒有代理商的存在。雖然如此，中華民國循線找到最一開始拓展台灣業務的直銷商，並要求該會員進行報備。審查結果認為GDI無不法之處，且在之後對於GDI的行為，並沒有任何制止等情事發生，除非會員自身利用GDI商品進行個人不法之行為。

## 外部連結
- GDI官方網站 （页面存档备份，存于）